# Hajikete B.B.
Hajikete B.B. (はじけてB.B.) est un shōjo manga écrite et dessiné par Yasue Imai et publié au Japon par Shōgakukan.
L'histoire raconte les aventures de la petite Airi qui veut entrer dans une école de comédie et rêve d'avoir un rôle dans une série appelée Boom Boom (d'où les B.B. du titre).
Le manga adapté aux États-Unis par Trina Robbins pour la maison d'édition Viz Media est inédite en France.

## Résumé
Airi est une jeune fille qui vit à Okinawa. Elle suit avec intérêt l'émission de télévision Boom Boom qui présente régulièrement d'aspirantes artistes. Airi décide de postuler à cette émission mais d'abord elle doit suivre des cours de comédie et se retrouve confrontée à des dizaines de jeunes filles qui ont les mêmes rêves.

## Personnages principaux
Airi Ishikawa
Airi est une jeune fille qui rêve de rencontrer son idole Issa Hentona du boy band Da Pump. Elle étudie l'art dramatique dans l'espoir de réaliser ce rêve mais peu à peu découvre combien elle apprécie le chant.
Yū Yamada
Yū rêve aussi de devenir une chanteuse mais veut aussi être mannequin.
Yumi Kōchi
Da Pump